# Cidade informacional
Uma cidade informacional (do inglês, Information City) consiste em “ambientes digitais coletando informações oficiais e não-oficiais de comunidades locais e disponibilizando ao público via portais da web” . 
Segundo a definição de Cidade Digital (do inglês, Digital City) como “um ambiente no qual pessoas em comunidades regionais podem interagir e compartilhar conhecimento, experiências e interesses em comum, integrando informações urbanas e criando espaços públicos na internet para pessoas que vivem ou visitam a cidade” , pode-se considerar que uma cidade informacional é um dos componentes de uma cidade digital. 
O uso de tecnologias da informação para suprir necessidades da população é o principal aspecto de uma cidade digital, característica essa que também define uma cidade informacional, combinada à aplicação destas ferramentas ao fluxo de comunicação, dados e informações da comunidade. 

## Origem
O surgimento das cidades informacionais deriva da chamada Era da Informação, onde nota-se uma nova forma de distribuição do fluxo informacional da sociedade, que se constitui por meio de dois elementos fundamentais: a explosão quantitativa da informação e a implosão do tempo de comunicação da informação . Soma-se a esta nova distribuição, o desenvolvimento e difusão de tecnologias da informação, redes de internet e telecomunicações em extrema velocidade , configurando assim esta nova forma de organização das cidades contemporâneas, que deve contribuir para o desenvolvimento econômico, social e cultural de suas comunidades.